# Christian McCaffrey
Christian McCaffrey (* 7. Juni 1996 in Castle Rock, Colorado) ist ein US-amerikanischer American-Football-Spieler. Er spielt auf der Position des Runningbacks für die San Francisco 49ers in der National Football League (NFL). Er spielte College Football an der Stanford University und wurde im NFL Draft 2017 von den Carolina Panthers, für die er bis 2022 spielte, an der 8. Stelle gewählt.

## College
McCaffrey spielte drei Jahre lang erfolgreich für die Stanford University in der NCAA. Bei der Wahl zur Heisman Trophy 2015 belegte McCaffrey den zweiten Platz, hinter Runningback Derrick Henry von der University of Alabama.
| College-Statistiken | College-Statistiken | College-Statistiken | College-Statistiken | College-Statistiken | College-Statistiken | College-Statistiken | College-Statistiken | College-Statistiken | College-Statistiken |
| Stanford University | Stanford University | Stanford University | Stanford University | Stanford University | Stanford University | Stanford University | Stanford University | Stanford University | Stanford University |
| Saison              | Rushing             | Rushing             | Rushing             | Rushing             |                     | Receiving           | Receiving           | Receiving           | Receiving           |
| Saison              | Att                 | Yds                 | Avg                 | TD                  | Rec                 | Yds                 | Avg                 | TD                  |                     |
| ------------------- | ------------------- | ------------------- | ------------------- | ------------------- | ------------------- | ------------------- | ------------------- | ------------------- | ------------------- |
| 2014                | 42                  | 300                 | 7,1                 | 0                   | 17                  | 251                 | 14,8                | 2                   |                     |
| 2015                | 337                 | 2.019               | 6,0                 | 8                   | 45                  | 645                 | 14,3                | 5                   |                     |
| 2016                | 253                 | 1.603               | 6,3                 | 13                  | 37                  | 310                 | 8,4                 | 3                   |                     |
| Total               | 632                 | 3.922               | 6,2                 | 21                  | 99                  | 1.206               | 12,2                | 10                  |                     |

Quelle: 

## NFL

### 2017
Beim NFL Draft 2017 wurde McCaffrey in der ersten Runde als 8. Spieler von den Carolina Panthers ausgewählt. Damit war er nach Leonard Fournette der zweite Runningback der 2017 gedraftet wurde. McCaffrey unterschrieb am 4. Mai 2017 seinen Rookievertrag bei den Panthers. Er erhielt einen Vierjahresvertrag in der Höhe von 17,2 Millionen US-Dollar. Sein Debüt feierte McCaffrey am ersten Spieltag der Saison 2017 im Spiel gegen die San Francisco 49ers, welches die Panthers mit 23:3 gewannen. In der fünften Woche der Regular Season, beim Sieg über die Detroit Lions, erzielte McCaffrey seinen ersten Touchdown in der NFL. Die Panthers setzten McCaffrey in seiner Rookiesaison vermehrt als Wide Receiver ein. Für das Laufspiel war hauptsächlich Jonathan Stewart verantwortlich. McCaffrey erreichte 2017 die Play-offs, jedoch schied er mit seinen Panthers direkt in der ersten Runde gegen die New Orleans Saints aus.

### 2018

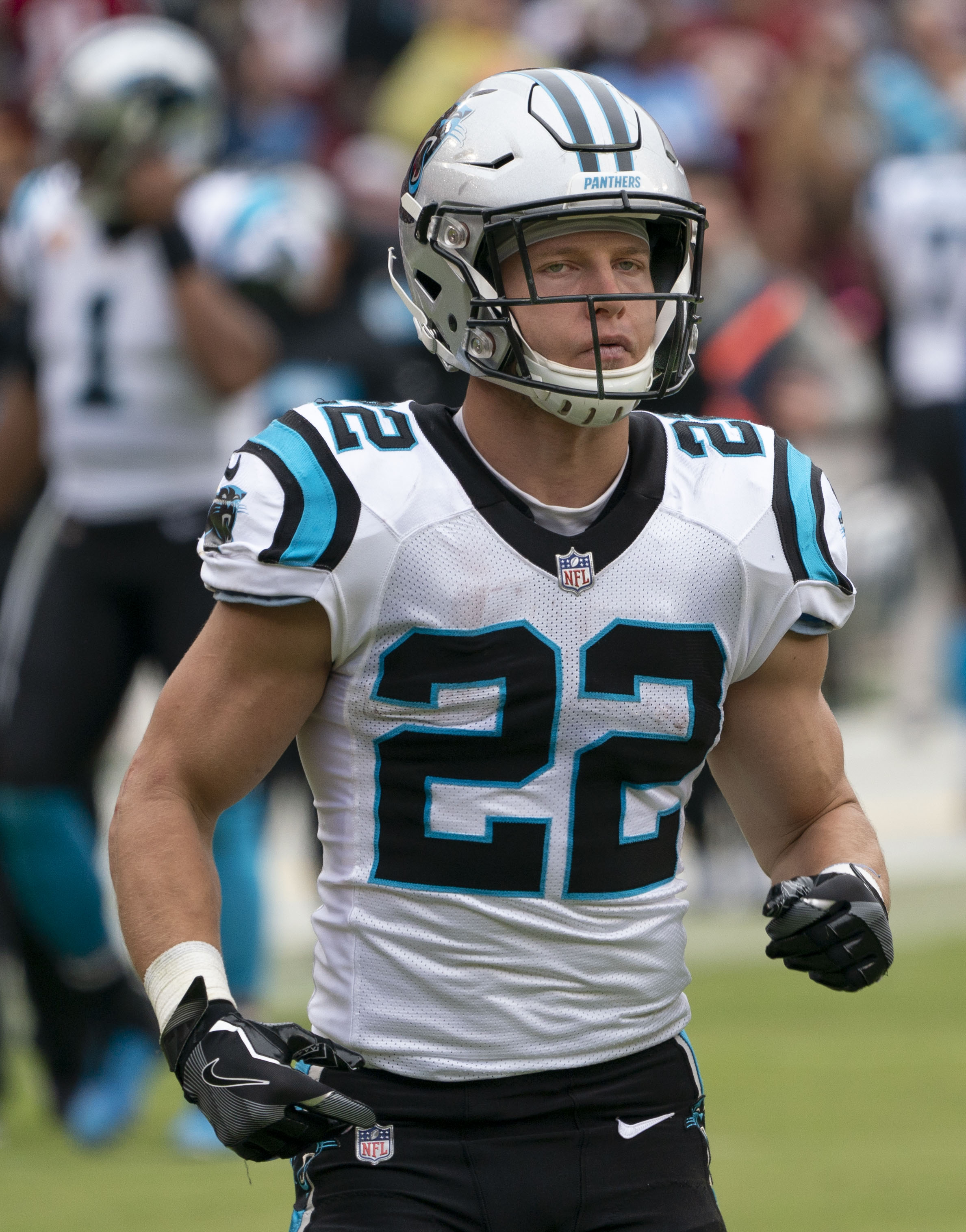
McCaffrey 2018 im Trikot der Carolina Panthers

2018 schaffte McCaffrey seinen Durchbruch als Runningback in der NFL. Einerseits konnte er seine herausragenden Leistungen im Passspiel als Receiver bestätigen und erzielte 867 Yards Raumgewinn durch die Luft und fing mehr als 100 Pässe seines Quarterbacks. Andererseits war McCaffrey ab seiner zweiten Saison auch die erste Wahl im Laufspiel bei den Panthers. Er erlief 1.098 Yards Raumgewinn und erzielte außerdem noch 7 Touchdowns durch den Lauf für sein Team. Trotz der individuellen Steigerung von McCaffrey schafften die Panthers es 2018 nicht in die NFL-Playoffs.

### 2019
In seinem dritten Jahr in der NFL (2019) schaffte McCaffrey historisches. Neben zahlreichen Rekorden durch seine überragenden Receiver-Qualitäten als Runningback schaffte McCaffrey es als dritter Spieler in der NFL-Geschichte in einer regulären Saison, gleichzeitig mehr als 1.000 Yard zu erlaufen und mehr als 1.000 Yard zu fangen, zuvor gelang dies nur Roger Craig und Marshall Faulk. Besonders im Laufspiel konnte McCaffrey sich erneut deutlich steigern. Mit 1.387 Yards Raumgewinn konnte er hinter Derrick Henry und Nick Chubb die drittmeisten Rushing Yards der Saison 2019 für sich verbuchen. Ebenfalls auf Platz 3 in der Saisonstatistik 2019 war McCaffrey mit 15 Touchdowns in der Kategorie der Rushing-Touchdowns, lediglich Derrick Henry und Aaron Jones konnten jeweils einen Touchdown mehr erlaufen. Für seine Leistungen in der regulären Saison wurde McCaffrey erstmals in seiner Profikarriere in den Pro Bowl gewählt. Auf eine Teilnahme an dem Pro Bowl verzichtete er allerdings, um sich auf seine Regeneration zu konzentrieren. Mit lediglich 5 Siegen aus 16 Spielen verpasste er mit seinen Panthers 2019 die Playoffs der NFL deutlich.

### 2020
In der Offseason vor der Saison 2020 unterschrieb McCaffrey eine Vertragsverlängerung bei den Panthers. In vier Jahren wird er bis zu 64 Mio. US-Dollar verdienen und löst mit dem Durchschnitt von 16 Mio. US-Dollar pro Jahr Ezekiel Elliott als bestbezahlten Runningback der Liga ab. In den ersten beiden Spielen der Saison 2020 konnte McCaffrey jeweils zwei Touchdowns für die Panthers erlaufen. Allerdings verletzte er sich nach den zwei Touchdowns noch in dem zweiten Saisonspiel schwer und wurde anschließend von seinem Franchise auf die Injured Reserve List gesetzt.
Vor dem Spiel gegen die Kansas City Chiefs in Woche 9 kam er zurück, verletzte sich jedoch im selben Spiel schwer an der Schulter, womit die Saison für ihn vorbei war.

### 2022
Am 20. Oktober 2022 gaben die Panthers McCaffrey im Austausch gegen einen Zweit-, einen Dritt- und einen Viertrundenpick 2023 sowie einen Fünftrundenpick 2024 an die San Francisco 49ers ab.

## Statistiken

### Draft Combine 2017
| Bench Press | 20 Yards Shuffle | Broad Jump | 60 Yard Shuffle | Vertical Jump | 40 Yards Dash | 3 Cone Drill |
| 10 Reps     | 4,22 sec         | 121 inches | 11,03 sec       | 37.5 inches   | 4,48 sec      | 6,57 sec     |

Datenherkunft: NFL

### Reguläre Saison
| 2017            | Carolina Panthers   | 117   | 435   | 3,7 | 2  | 80  | 651   | 8,1 | 5  | 2  | 1 |
| 2018            | Carolina Panthers   | 219   | 1.098 | 5,0 | 7  | 107 | 867   | 8,1 | 6  | 4  | 1 |
| 2019            | Carolina Panthers   | 287   | 1.387 | 4,8 | 15 | 116 | 1.005 | 8,7 | 4  | 1  | 0 |
| 2020            | Carolina Panthers   | 59    | 225   | 3,8 | 5  | 17  | 149   | 8,8 | 1  | 0  | 0 |
| 2021            | Carolina Panthers   | 99    | 442   | 4,5 | 1  | 37  | 343   | 9,3 | 1  | 1  | 1 |
| 2022            | Carolina Panthers   | 85    | 393   | 4,6 | 2  | 33  | 277   | 8,4 | 1  | 0  | 0 |
| 2022            | San Francisco 49ers | 159   | 746   | 4,7 | 6  | 52  | 464   | 8,9 | 4  | 1  | 0 |
| 2023            | San Francisco 49ers | 272   | 1.459 | 5,4 | 14 | 67  | 564   | 8,4 | 7  | 3  | 2 |
| 2024            | San Francisco 49ers | 50    | 202   | 4,0 | 0  | 15  | 146   | 9,7 | 0  | 1  | 1 |
| Gesamt          | Gesamt              | 1.347 | 6.387 | 4,7 | 52 | 524 | 4.466 | 8,5 | 29 | 13 | 6 |
| Quelle: NFL.com |                     |       |       |     |    |     |       |     |    |    |   |

### Play-offs
| 2017                               | Carolina Panthers   | 6               | 16              | 2,7             | 0               | 6               | 101             | 16,8            | 1               | 0               | 0               |                 |                 |                 |                 |                 |                 |                 |                 |                 |                 |                 |                 |                 |                 |                 |                 |                 |                 |                 |                 |                 |                 |
| 2018                               | Carolina Panthers   | keine Teilnahme | keine Teilnahme | keine Teilnahme | keine Teilnahme | keine Teilnahme | keine Teilnahme | keine Teilnahme | keine Teilnahme | keine Teilnahme | keine Teilnahme | keine Teilnahme | keine Teilnahme | keine Teilnahme | keine Teilnahme | keine Teilnahme | keine Teilnahme | keine Teilnahme | keine Teilnahme | keine Teilnahme | keine Teilnahme | keine Teilnahme | keine Teilnahme | keine Teilnahme | keine Teilnahme | keine Teilnahme | keine Teilnahme | keine Teilnahme | keine Teilnahme | keine Teilnahme | keine Teilnahme | keine Teilnahme | keine Teilnahme |
| 2019                               | Carolina Panthers   | keine Teilnahme | keine Teilnahme | keine Teilnahme | keine Teilnahme | keine Teilnahme | keine Teilnahme | keine Teilnahme | keine Teilnahme | keine Teilnahme | keine Teilnahme | keine Teilnahme | keine Teilnahme | keine Teilnahme | keine Teilnahme | keine Teilnahme | keine Teilnahme | keine Teilnahme | keine Teilnahme | keine Teilnahme | keine Teilnahme | keine Teilnahme | keine Teilnahme | keine Teilnahme | keine Teilnahme | keine Teilnahme | keine Teilnahme | keine Teilnahme | keine Teilnahme | keine Teilnahme | keine Teilnahme | keine Teilnahme | keine Teilnahme |
| 2020                               | Carolina Panthers   | keine Teilnahme | keine Teilnahme | keine Teilnahme | keine Teilnahme | keine Teilnahme | keine Teilnahme | keine Teilnahme | keine Teilnahme | keine Teilnahme | keine Teilnahme | keine Teilnahme | keine Teilnahme | keine Teilnahme | keine Teilnahme | keine Teilnahme | keine Teilnahme | keine Teilnahme | keine Teilnahme | keine Teilnahme | keine Teilnahme | keine Teilnahme | keine Teilnahme | keine Teilnahme | keine Teilnahme | keine Teilnahme | keine Teilnahme | keine Teilnahme | keine Teilnahme | keine Teilnahme | keine Teilnahme | keine Teilnahme | keine Teilnahme |
| 2021                               | Carolina Panthers   | keine Teilnahme | keine Teilnahme | keine Teilnahme | keine Teilnahme | keine Teilnahme | keine Teilnahme | keine Teilnahme | keine Teilnahme | keine Teilnahme | keine Teilnahme | keine Teilnahme | keine Teilnahme | keine Teilnahme | keine Teilnahme | keine Teilnahme | keine Teilnahme | keine Teilnahme | keine Teilnahme | keine Teilnahme | keine Teilnahme | keine Teilnahme | keine Teilnahme | keine Teilnahme | keine Teilnahme | keine Teilnahme | keine Teilnahme | keine Teilnahme | keine Teilnahme | keine Teilnahme | keine Teilnahme | keine Teilnahme | keine Teilnahme |
| 2022                               | San Francisco 49ers | 40              | 238             | 6,0             | 2               | 12              | 61              | 5,1             | 1               | 0               | 0               |                 |                 |                 |                 |                 |                 |                 |                 |                 |                 |                 |                 |                 |                 |                 |                 |                 |                 |                 |                 |                 |                 |
| 2023                               | San Francisco 49ers | 59              | 268             | 4,5             | 4               | 19              | 152             | 8,0             | 1               | 1               | 1               |                 |                 |                 |                 |                 |                 |                 |                 |                 |                 |                 |                 |                 |                 |                 |                 |                 |                 |                 |                 |                 |                 |
| 2024                               | San Francisco 49ers | keine Teilnahme | keine Teilnahme | keine Teilnahme | keine Teilnahme | keine Teilnahme | keine Teilnahme | keine Teilnahme | keine Teilnahme | keine Teilnahme | keine Teilnahme | keine Teilnahme | keine Teilnahme | keine Teilnahme | keine Teilnahme | keine Teilnahme | keine Teilnahme | keine Teilnahme | keine Teilnahme | keine Teilnahme | keine Teilnahme | keine Teilnahme | keine Teilnahme | keine Teilnahme | keine Teilnahme | keine Teilnahme | keine Teilnahme | keine Teilnahme | keine Teilnahme | keine Teilnahme | keine Teilnahme | keine Teilnahme | keine Teilnahme |
| Gesamt                             | Gesamt              | 105             | 522             | 5,0             | 6               | 37              | 314             | 8,5             | 3               | 1               | 1               |                 |                 |                 |                 |                 |                 |                 |                 |                 |                 |                 |                 |                 |                 |                 |                 |                 |                 |                 |                 |                 |                 |
| Quelle: pro-football-reference.com |                     |                 |                 |                 |                 |                 |                 |                 |                 |                 |                 |                 |                 |                 |                 |                 |                 |                 |                 |                 |                 |                 |                 |                 |                 |                 |                 |                 |                 |                 |                 |                 |                 |

## Persönliches
Christian McCaffrey ist der Sohn von Ed McCaffrey, der bei den San Francisco 49ers und Denver Broncos Football spielte, und von Lisa McCaffrey (geborene Lisa Sime), die Fußball an der Stanford University spielte. Deren Vater Dave Sime gewann bei den Olympischen Sommerspielen 1960 Silber über 100 Meter. Christian McCaffreys Onkel Billy war Berufsbasketballspieler, unter anderem in der Basketball-Bundesliga.
McCaffrey ist seit 2019 mit der Schauspielerin und ehemaligen US-amerikanischen Schönheitskönigin Olivia Culpo liiert und verlobte sich 2023 mit ihr. Ende Juni 2024 heiratete das Paar. Mitte Juli 2025 gaben beide die Geburt ihrer gemeinsamen Tochter bekannt. Er ist praktizierender Katholik.

## Rekorde
- meiste gefangenen Pässe für einen Runningback in einem Spiel: (15)[21]
- meiste gefangenen Pässe für einen Runningback in einer Saison: (109)[22]
- erster Runningback mit 100+ gefangenen Pässen in mehreren Saisons (2)[21]
- meiste gefangenen Pässe eines Runningbacks in den ersten drei Saisons (246)[23]
- erster Spieler mit 1000+ Yards im Laufspiel & 500+ Yards im Passspiel in den ersten 10 Spielen einer Saison[24]
- erster Spieler mit 50 Yards im Laufspiel & 50 Yards im Passspiel in fünf aufeinander folgenden Spielen[25]
- zweiter Runningback mit mehr als 2000 Yards im Passspiel in den ersten 42 Spielen (Herschel Walker)[26]
- zweiter Spieler in Geschichte der NFL mit min. 20 Touchdowns durch Laufspiel und min. 15 Touchdowns durch Passspiel in den ersten drei Saisons[27]
- erster Rookie mit min. 70 gefangenen Pässen und 5 gefangenen Touchdownpässen in erster Saison[25]
- Als vierter Spieler seit 1970 erzielte er am 30. Oktober 2022 eine Triple Crown[28]